# Местное самоуправление в Санкт-Петербурге
Местное самоуправление в Санкт-Петербурге — форма осуществления жителями Санкт-Петербурга своей власти, непосредственно или через органы местного самоуправления, обеспечивающая решение вопросов местного значения. Действует на основании закона Санкт-Петербурга «Об организации местного самоуправления в Санкт-Петербурге», принятого 23 сентября 2009.
Территория Санкт-Петербурга с 31 декабря 1996 года делится на 111 внутригородских муниципальных образований (внутригородских территорий города федерального значения), среди которых выделяются:
- 81 муниципальный округ,
- 9 городов (Зеленогорск, Колпино, Красное Село, Кронштадт, Ломоносов, Павловск, Петергоф, Пушкин, Сестрорецк),
- 21 посёлок (Александровская, Белоостров, Комарово, Левашово, Лисий Нос, Металлострой, Молодёжное, Парголово, Песочный, Петро-Славянка, Понтонный, Репино, Сапёрный, Серово, Смолячково, Солнечное, Стрельна, Тярлево, Усть-Ижора, Ушково, Шушары).

Внутригородские муниципальные образования (внутригородские территории города федерального значения) Санкт-Петербурга являются территориальными единицами, образованными в границах административно-территориальных единиц — районов Санкт-Петербурга.
В декабре 2020 года была инициирована процедура переименования муниципальных образований Санкт-Петербурга, официально называющихся муниципальными округами, варианты преобразования:
- переименование муниципальных округов во внутригородские муниципальные образования города Санкт-Петербурга с одновременным переименованием городов и посёлков во внутригородские муниципальные образования города Санкт-Петербурга города (посёлки)[4];
- переименование муниципальных округов в округа[5].

## Муниципальные образования по районам
Ниже представлен список внутригородских муниципальных образований Санкт-Петербурга, распределённых по районам Санкт-Петербурга:

### Адмиралтейский район
- муниципальный округ Коломна
- муниципальный округ Сенной округ
- муниципальный округ Адмиралтейский округ
- муниципальный округ Семёновский
- муниципальный округ Измайловское
- муниципальный округ Екатерингофский

### Василеостровский район
- муниципальный округ № 7
- муниципальный округ Васильевский
- муниципальный округ Гавань
- муниципальный округ Морской
- муниципальный округ Остров Декабристов

### Выборгский район
- муниципальный округ Сампсониевское
- муниципальный округ Светлановское
- муниципальный округ Сосновское
- муниципальный округ № 15
- муниципальный округ Сергиевское (до 1 июля 2017 года — Парнас[6])
- муниципальный округ Шувалово-Озерки
- посёлок Левашово
- посёлок Парголово

### Калининский район
- муниципальный округ Гражданка
- муниципальный округ Академическое
- муниципальный округ Финляндский округ
- муниципальный округ № 21
- муниципальный округ Пискарёвка
- муниципальный округ Северный
- муниципальный округ Прометей

### Кировский район
- муниципальный округ Княжево
- муниципальный округ Ульянка
- муниципальный округ Дачное
- муниципальный округ Автово
- муниципальный округ Нарвский округ
- муниципальный округ Красненькая речка
- муниципальный округ Морские ворота

### Колпинский район
- город Колпино
- посёлок Металлострой
- посёлок Петро-Славянка
- посёлок Понтонный
- посёлок Сапёрный
- посёлок Усть-Ижора

### Красногвардейский район
- муниципальный округ Полюстрово
- муниципальный округ Большая Охта
- муниципальный округ Малая Охта
- муниципальный округ Пороховые
- муниципальный округ Ржевка

### Красносельский район
- муниципальный округ Юго-Запад
- муниципальный округ Южно-Приморский
- муниципальный округ Сосновая Поляна
- муниципальный округ Урицк
- муниципальный округ Константиновское
- муниципальный округ Горелово
- город Красное Село

### Кронштадтский район
- город Кронштадт

### Курортный район
- город Зеленогорск
- город Сестрорецк
- посёлок Белоостров
- посёлок Комарово
- посёлок Молодёжное
- посёлок Песочный
- посёлок Репино
- посёлок Серово
- посёлок Смолячково
- посёлок Солнечное
- посёлок Ушково

### Московский район
- муниципальный округ Московская застава
- муниципальный округ Гагаринское
- муниципальный округ Новоизмайловское
- муниципальный округ Пулковский меридиан
- муниципальный округ Звёздное

### Невский район
- муниципальный округ Невская застава
- муниципальный округ Ивановский
- муниципальный округ Обуховский
- муниципальный округ Рыбацкое
- муниципальный округ Народный
- муниципальный округ № 54
- муниципальный округ Невский округ
- муниципальный округ Оккервиль
- муниципальный округ Правобережный

### Петроградский район
- муниципальный округ Введенский
- муниципальный округ Кронверкское
- муниципальный округ Посадский
- муниципальный округ Аптекарский остров
- муниципальный округ Округ Петровский
- муниципальный округ Чкаловское

### Петродворцовый район
- город Ломоносов
- город Петергоф
- посёлок Стрельна

### Приморский район
- муниципальный округ Лахта-Ольгино
- муниципальный округ № 65
- муниципальный округ Ланское
- муниципальный округ Комендантский аэродром
- муниципальный округ Озеро Долгое
- муниципальный округ Юнтолово
- муниципальный округ Коломяги
- посёлок Лисий Нос

### Пушкинский район
- город Павловск
- город Пушкин
- посёлок Александровская
- посёлок Тярлево
- посёлок Шушары

### Фрунзенский район
- муниципальный округ Волковское
- муниципальный округ № 72
- муниципальный округ Купчино
- муниципальный округ Георгиевский
- муниципальный округ Александровский
- муниципальный округ Балканский

### Центральный район
- муниципальный округ Дворцовый округ
- муниципальный округ № 78
- муниципальный округ Литейный округ
- муниципальный округ Смольнинское
- муниципальный округ Лиговка-Ямская
- муниципальный округ Владимирский

## Карта внутригородских муниципальных образований
|  | Города с населением более 100 000 жителей        |  | Посёлки с населением от 40 000 до 100 000 жителей |
|  | Города с населением от 40 000 до 100 000 жителей |  | Посёлки с населением от 10 000 до 40 000 жителей  |
|  | Города с населением от 10 000 до 40 000 жителей  |  | Посёлки с населением от 1000 до 10 000 жителей    |
|  |                                                  |  | Посёлки с населением менее 1000 жителей           |

На карте размещены внутригородские муниципальные образования Санкт-Петербурга: города и посёлки подписаны полностью, муниципальные округа (МО) обозначены  цифрами:
1. МО Адмиралтейский округ
2. МО Екатерингофский
3. МО Измайловское
4. МО Коломна
5. МО Семёновский
6. МО Сенной округ
7. МО № 7
8. МО Васильевский
9. МО Гавань
10. МО Морской
11. МО Остров Декабристов
12. МО Сергиевское
13. МО Сампсониевское
14. МО Светлановское
15. МО № 15
16. МО Сосновское
17. МО Шувалово-Озерки
18. посёлок Левашово
19. посёлок Парголово
20. МО Академическое
21. МО № 21
22. МО Гражданка
23. МО Пискарёвка
24. МО Прометей
25. МО Северный
26. МО Финляндский округ
27. МО Автово
28. МО Дачное
29. МО Княжево
30. МО Красненькая речка
31. МО Морские ворота
32. МО Нарвский округ
33. МО Ульянка
34. город Колпино
35. посёлок Металлострой
36. посёлок Петро-Славянка
37. посёлок Понтонный
38. посёлок Сапёрный
39. посёлок Усть-Ижора
40. МО Большая Охта
41. МО Малая Охта
42. МО Полюстрово
43. МО Пороховые
44. МО Ржевка
45. город Кронштадт
46. МО Ивановский
47. МО Народный
48. МО Невская застава
49. МО Невский округ
50. МО Обуховский
51. МО Оккервиль
52. МО Правобережный
53. МО Рыбацкое
54. МО № 54
55. МО Аптекарский остров
56. МО Введенский
57. МО Кронверкское
58. МО Округ Петровский
59. МО Посадский
60. МО Чкаловское
61. МО Коломяги
62. МО Комендантский аэродром
63. МО Лахта-Ольгино
64. МО Озеро Долгое
65. МО № 65
66. МО Ланское
67. МО Юнтолово
68. посёлок Лисий Нос
69. город Ломоносов
70. город Петергоф
71. посёлок Стрельна
72. МО № 72
73. МО Балканский
74. МО Волковское
75. МО Александровский
76. МО Георгиевский
77. МО Купчино
78. МО № 78
79. МО Владимирский
80. МО Дворцовый округ
81. МО Лиговка-Ямская
82. МО Литейный округ
83. МО Смольнинское
84. МО Гагаринское
85. МО Звёздное
86. МО Московская застава
87. МО Новоизмайловское
88. МО Пулковский меридиан
89. город Красное Село
90. МО Горелово
91. МО Константиновское
92. МО Сосновая Поляна
93. МО Урицк
94. МО Юго-Запад
95. МО Южно-Приморский
96. город Зеленогорск
97. город Сестрорецк
98. посёлок Белоостров
99. посёлок Комарово
100. посёлок Молодёжное
101. посёлок Песочный
102. посёлок Репино
103. посёлок Серово
104. посёлок Смолячково
105. посёлок Солнечное
106. посёлок Ушково
107. город Павловск
108. город Пушкин
109. посёлок Александровская
110. посёлок Тярлево
111. посёлок Шушары